# David Junès
David Junès, né le 5 mars 1874 à Tunis et mort le 3 septembre 1938 à Tunis, est un peintre paysagiste et portraitiste français.
Sa jeunesse se déroule à Marseille et Paris, ensuite il vit tantôt à Tunis et tantôt à Paris. Les deux continents nourrissent son œuvre, c'est pourquoi il est considéré à la fois comme un paysagiste et portraitiste post-impressionniste, et comme un orientaliste. Sa peinture traduit une « connaissance profonde de l'atmosphère et du soleil tunisiens ».

## Biographie
David Junès naît dans une famille arrivée de Florence dans le beylicat de Tunis à la fin du XVIIIe siècle (son grand-père Abraham Forti est né en 1802 à Tunis) et imprégnée des cultures occidentale et orientale. Formé aux Beaux-Arts à Paris, il fréquente les ateliers de Jean-Léon Gérôme, Benjamin-Constant et Jean-Paul Laurens. Les catalogues des salons permettent de connaître l'adresse de ses deux principaux ateliers : 5, rue Pétrarque à Paris et 4, rue de l'Église à Tunis où il s'installe définitivement dans les années 1920.
Tout au long de sa vie, il voyage en France et en Europe, en particulier en Italie où Rome l'inspire.

C'est en 1895 qu'il expose pour la première fois au Salon des artistes français à Paris en présentant Intérieur de raccommodeur de faïence. L'année suivante, à Tunis passée sous protectorat français en 1881, le Salon tunisien comporte ce même tableau ainsi que deux autres. La Dépêche tunisienne salue un talent prometteur : 

« Nous avons été très heureux du succès obtenu par un jeune peintre, que l'on nous dit être d'origine tunisienne M. David Junès, de Marseille. Il nous donne trois œuvres qui font présager pour lui un bel avenir… Nous sommes certains de retrouver M. Junès sur les grands champs de bataille et nous sommes certains de ses succès. »

De la fin du siècle jusqu'en 1938, David Junès participe régulièrement à ces deux salons tout en étant présent à d'autres manifestations artistiques.

La lumière dans les tableaux de David Junès est relevée par les observateurs : ainsi le tableau présenté à Paris au Salon d'hiver de 1911 lui vaut une remarque de Guillaume Apollinaire, dans l'une des critiques acérées que signe celui-ci pour L'Intransigeant : 

« L'abbé Van Hollebeke a envoyé quelques études : Mon église, Un vestibule, etc., qui marquent de réels progrès depuis l'an dernier. Il y a encore des paysages ensoleillés de David Junès. »

La même année 1911, au pavillon français de l'Esposizione Internazionale di Roma, le tableau no 152, La domenica in Olanda, est une œuvre de Junès. En mars 1921, le critique Jean-Nicolas Gung'l rend compte du vernissage du Salon tunisien dans La Tunisie illustrée, où le peintre est caractérisé : 

« Maître de la couleur [...] avec six maîtresses toiles où s'affirment sa connaissance profonde de l'atmosphère et du soleil tunisiens, sa possession du caractère de nos sites et de nos types locaux. »

Coin des souks de David Junès illustre cet article élogieux. En 1923, la Revue tunisienne distingue pour son traitement particulier de la lumière un tableau de David Junès exposé au Salon tunisien : 
« Portrait d'adolescent, tout baigné de lumière frisante, et d'un métier supérieur. »
 Un commentaire ultérieur se rapporte aussi à la lumière : 
« Ses compositions sont animées de larges touches colorées qui vont vibrer la lumière, tandis qu'un coup de pinceau suffit à indiquer un personnage. Ses portraits présentent également cette liberté de facture et cette luminosité que l'on retrouve dans l'ensemble de son œuvre. »
À Rome, à l'été 1931, « une foule de personnalités du monde politique et artistique », tant françaises qu'italiennes, est présente au vernissage d'une exposition personnelle.
En 1934, lors d'une exposition collective à Alger, ses œuvres côtoient notamment celles d'Alexandre Roubtzoff, de Maurice Bismouth et des quatre fondateurs de l'École de Tunis : Moses Levy, Antonio Corpora, Pierre Boucherle et Jules Lellouche. À 88 ans d'intervalle, en juin 2022, la TGM Gallery à La Marsa réunit à nouveau dans l'exposition collective Nous tous des œuvres de David Junès et de ses contemporains Levy, Lellouche et Bismouth,.
Le Salon tunisien de 1939 expose plusieurs œuvres en hommage au peintre disparu l'année précédente : trois tableaux – Impressions du palais et des jardins du Bardo, Impression de la villa d'Erlanger et L'Aveugle — ainsi qu'un ensemble de dessins rehaussés, parmi lesquels Le Vieux berger, La Vieille paysanne romaine et Rabbin.
Junès est l'auteur d'une œuvre peu décrite, car majoritairement conservée dans des collections privées. Autrefois accroché dans le foyer du Théâtre municipal de Tunis, un grand tableau de ce peintre représentant un boussadia ne s'y trouve plus, donc ce souvenir d'ancien Tunisois demande à être attesté. Les œuvres que l'on peut voir dans les expositions, les salles de vente ou dans des collections particulières montrent un portraitiste, également peintre de la vie quotidienne, de paysages et de scènes de rue. Elles sont d'un voyageur inspiré par les variations des grandes villes : Tunis, Paris, Marseille, Rome ; cependant il a aussi circulé au-delà de ces cités. Il saisit un intérieur breton ou intérieur hollandais, un quai vénitien, ou la Provence de sa jeunesse.
David Junès est aussi connu pour ses portraits de notaires et de rabbins tunisiens.

## Quelques œuvres

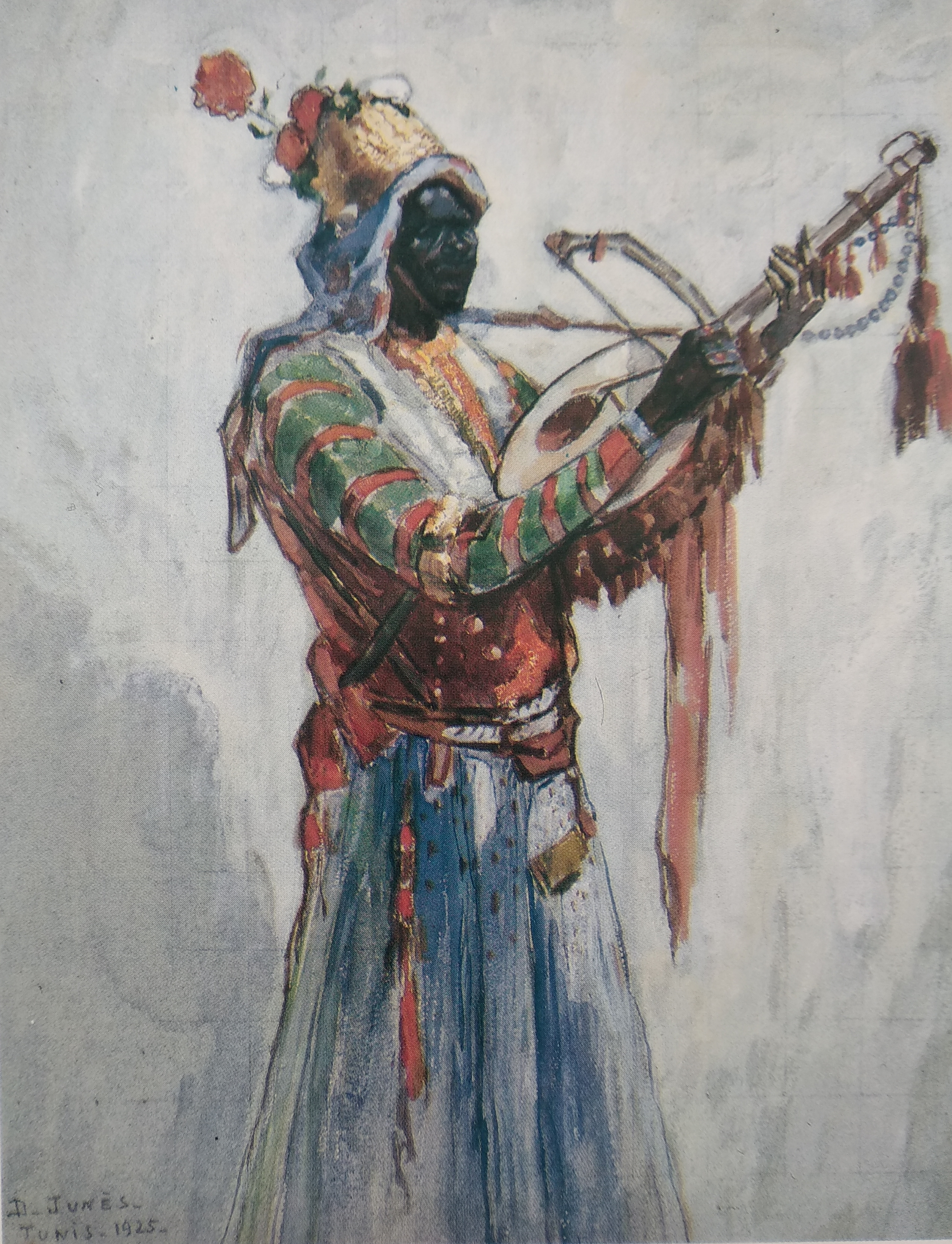
David Junès, Boussaadia, gouache sur papier, 34 x 26 cm.

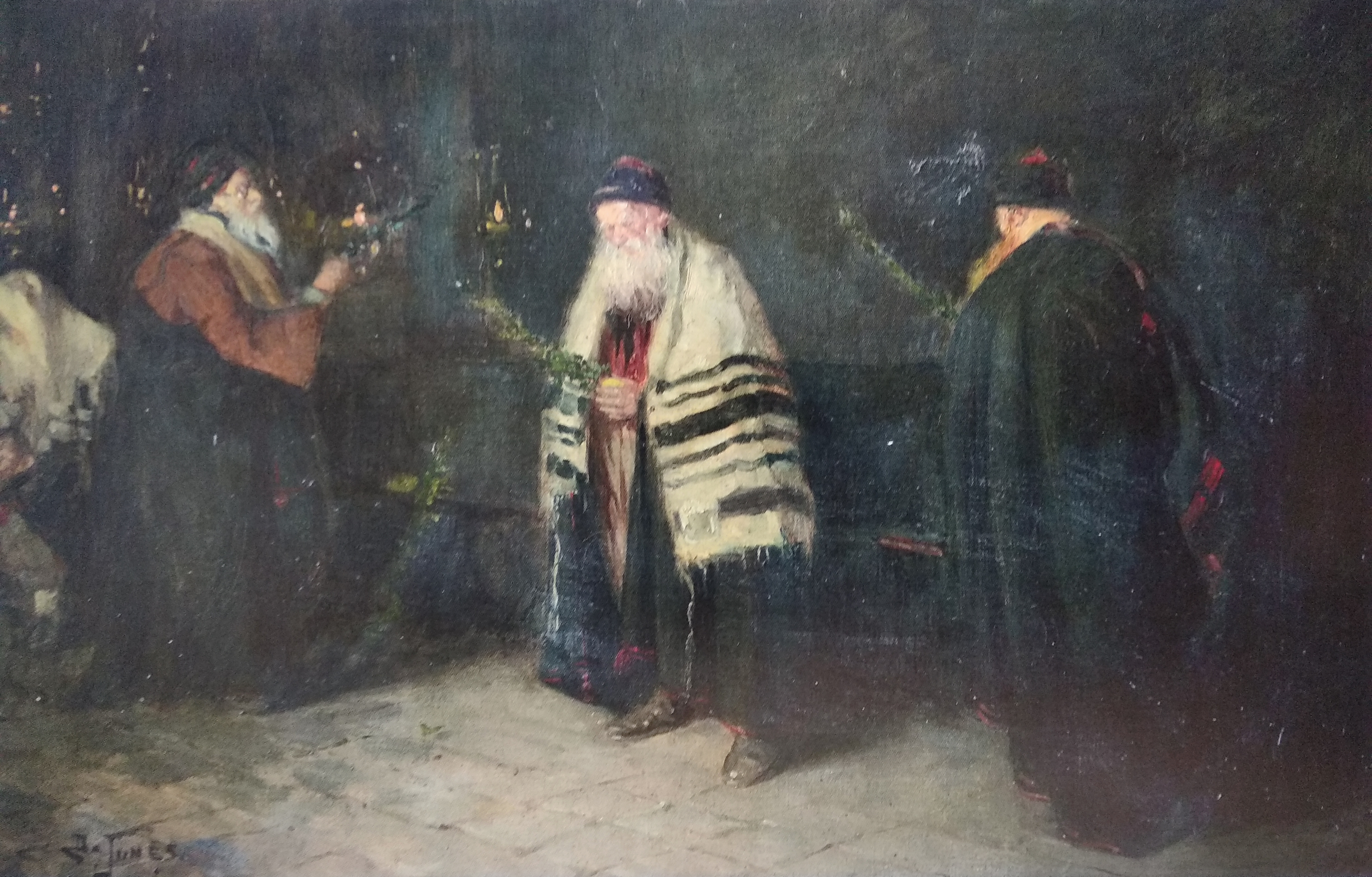
David Junès, Rabbins, fête de Souccot à Tunis.

- Portrait de rabbin[17], huile sur bois, 46 x 38 cm
- Boussaadia[18], 1925, gouache sur papier, 34 x 26 cm
- Femme devant un brasero[19], huile sur bois, 55 x 46 cm
- Boucherie[20], huile sur bois, 41 x 33 cm
- Souk el-Trouk[21], 1930, huile sur bois, 20 x 32 cm
- Coucher de soleil sur le port de La Goulette[2], huile sur toile, 81 x 31 cm
- Le Souk de la viande dans la médina de Tunis[2], huile sur toile, 100 x 81 cm
- Déjeuner à l'ombre des arbres[2], huile sur toile, 42 x 54 cm
- Le Choix du voile[2], huile sur toile, 233 x 171 cm
- Portrait[22]
- Rabbins[22]
- Le Connaisseur, 1905, huile sur toile, 46 x 33 cm[23]
- Marocain[24]
- Boucherie arabe[24]
- Trois sœurs[25]
- Le Sophar[25]
- La Soularde[26]
- Portrait d'adolescent[27]
- Café arabe[26]

## Expositions personnelles
- Institut de Carthage, Jardin d'hiver, Tunis, 1907[28]
- David Junès : exposition de peintures et dessins, Villino Primoli, Via Sallustiana 58, Rome, 29 juin 1931, sous le haut-patronage de Maurice Delarüe Caron de Beaumarchais, ambassadeur de France près de S.M. le Roi d'Italie[8]

## Expositions collectives
- Salon des artistes français, à partir de 1895
- Salon tunisien, de 1896 à 1939
- Peintres orientalistes français, Grand Palais, Paris, 1910[29]
- Salon d'hiver 1911
- Esposizione Universale di Roma, 1911
- VIe Exposition artistique de l'Afrique française, Alger, 1934[30]
- Lumières tunisiennes, Pavillon des Arts, Paris, 19 mai-3 septembre 1995[31]
- Peintres de Tunisie de 1900 à 1960 : visions et mémoire, mairie du 4e arrondissement de Paris, 4-14 février 2005[32]
- Nous tous, TGM Gallery, La Marsa, 9 juin-9 juillet 2022